# Josef von Döpfner
Josef svobodný pán von Döpfner (16. června 1825 Verona – 16. listopadu 1891 Vídeň) byl rakousko-uherský generál. Jako absolvent vojenské akademie sloužil v c. k. armádě od roku 1844. Vyznamenal se vlastní iniciativou během války se Sardinií v bitvě u Magenty (1859). Za zásluhy obdržel prestižní Řád Marie Terezie a byl povýšen na barona (1860). Zúčastnil se také prusko-rakouské války (1866), později zastával velitelské posty v Haliči. V roce 1885 dosáhl hodnosti polního zbrojmistra a svou kariéru završil jako prezident Nejvyššího vojenského soudního dvora (1890–1891). Krátce před smrtí byl jmenován členem Panské sněmovny.

## Životopis

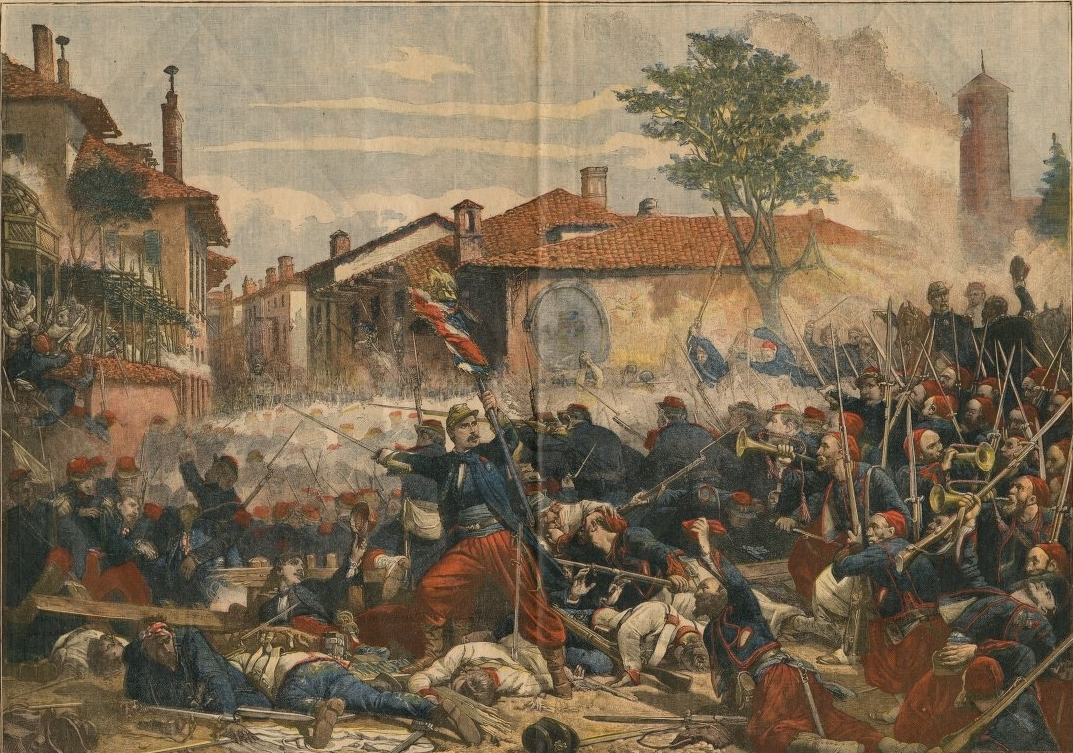
Bitva u Magenty (1859)

Narodil se jako syn c. k. generálmajora Ignaze Döpfnera (1786–1854) povýšeného v roce 1838 do šlechtického stavu, po matce Marii Maxmiliáně byl vnukem generála Josefa Smoly. V roce 1836 začal studovat gymnázium ve Vídni, ale o rok později přešel na Tereziánskou vojenskou akademii ve Vídeňském Novém Městě, kterou absolvoval v roce 1844. Mezitím již v roce 1843 získal hodnost poručíka. V revolučním roce 1848 se vyznamenal v Itálii, bojoval v bitvě u Custozzy a Trevisa. V roce 1849 byl převelen do Uher, kde se zúčastnil bojů proti maďarským povstalcům, vynikl při dobytí Györu a obléhání Komárna. Rychle postupoval v hodnostech (nadporučík 1848, kapitán 1849). Po porážce revoluce působil jako důstojník u generálního štábu. V roce 1857 dosáhl hodnosti majora a stal se šéfem štábu u 5. armádního sboru v Miláně.
Vyznamenal se ve válce se Sardinií, zvláště v bitvě u Magenty. Zde pronikl přes nepřátelské linie a nařídil ústup Baltinově brigádě před hrozícím obklíčením francouzského generála Mac Mahona. Z vlastní iniciativy následně podnikl útok na vesnici Macallo, nakonec ale celá bitva skončila rakouskou porážkou. Za zásluhy byl vyznamenán rytířským křížem Řádu Marie Terezie a získal hodnost podplukovníka (1860). V letech 1860–1861 zastával funkci vojenského attaché v Petrohradě, poté byl šéfem štábu 3. armádního sboru v Lublani. V roce 1864 byl povýšen na plukovníka a převzal velení pěšího pluku č. 64. Za prusko-rakouské války byl šéfem štábu 2. armádního sboru, bojoval v bitvě u Hradce Králové a u Lamače, kde po uzavření příměří ustanovil s pruským generálem Bosem demarkační linii. Po válce působil znovu u generálního štábu, kde vedl odbor pro železnice a telegrafy.
V roce 1870 byl povýšen do hodnosti generálmajora a poté velel 13. pěší divizi v Budapešti, kde byl později velitelem 1. pěší brigády. V roce 1875 dosáhl hodnosti polního podmaršála a byl jmenován velitelem 24. pěší divize ve Lvově. Odtud byl v roce 1879 vyslán na zdvořilostní návštěvu do Varšavy, kde v té době pobýval ruský car Alexandr II. Velitelem ve Lvově zůstal do roku 1882, kdy byl povolán do Vídně jako prezident Vrchního vojenského soudu. V roce 1885 obdržel titulární hodnost polního zbrojmistra. Nakonec byl v roce 1890 jmenován prezidentem Nejvyššího vojenského soudního dvora (Oberster Militär-Gerichtshof), zemřel ale již o rok později.

## Tituly a ocenění
Spolu s otcem užíval od roku 1838 prostý šlechtický stav, v revolučních letech 1848-1849 byl vyznamenán Vojenským záslužným křížem a ruským Řádem sv. Anny III. třídy. Za svou aktivitu v bitvě u Magenty získal rytířský kříž Řádu Marie Terezie a Leopoldův řád. S udělením Leopoldova řádu byl spojen šlechtický titul rytíře a jako nositel Řádu Marie Terezie měl nárok na povýšení do stavu svobodných pánů, který získal v roce 1860. Během diplomatické mise v Petrohradě získal další ruská vyznamenání (Řád sv. Anny II. třídy, Řád sv. Stanislava III. třídy). Řád sv. Stanislava II. třídy získal později při návštěvě Varšavy (1879). Jako prezident Vrchního vojenského soudu obdržel titul c. k. tajného rady s nárokem na oslovení Excelence (1882). Od roku 1883 byl čestným majitelem pěšího pluku č. 23. Krátce před smrtí byl v dubnu 1891 jmenován doživotním členem rakouské Panské sněmovny.

### Rodina
V roce 1863 se v Nice oženil s Alexandrinou von Manderstjerna (1836–1913), která pocházela z pobaltské šlechty. Měli spolu čtyři dcery, nejmladší Vilemína (Mimi, 1870–1932) se provdala za Rodericha Bolfrase, syna dlouholetého přednosty císařské vojenské kanceláře Arthura Bolfrase.
Jeho strýcové z matčiny strany Karl von Smola (1802–1862) a Josef von Smola (1805–1856) sloužili také v armádě a dosáhli generálských hodností.